# Toxomerus lacrymosus
Toxomerus lacrymosus är en tvåvingeart som först beskrevs av Jacques-Marie-Frangile Bigot 1884.  Toxomerus lacrymosus ingår i släktet Toxomerus och familjen blomflugor. Inga underarter finns listade i Catalogue of Life.